# Яхин, Риза Хажиахметович
Риза Хажиахметович Яхин (13 июня 1935, Абдрахманово, Башкирская АССР — 15 декабря 1998, Сосновка, Башкортостан) — знатный комбайнёр, Герой Социалистического Труда (1976), лауреат Государственной премии СССР (1979).

## Биография
Награждён орденами Ленина, Октябрьской Революции (1973), четырьмя медалями ВДНХ СССР,  автомобилем «Москвич» с дипломом I степени.
Делегат XXV, XXVI и XXVII съездов КПСС, Верховного Совета РСФСР десятого и одиннадцатого созывов.
За выдающиеся успехи, достигнутые во Всесоюзном социалистическом соревновании, проявленную трудовую доблесть в выполнении планов и социалистических обязательств по увеличению производства и продажи государству зерна и других сельскохозяйственных продуктов в 1976 г. Указом Президиума Верховного Совета СССР от 23 декабря 1976 г. Р. X. Яхину присвоено звание Героя Социалистического Труда.
За выдающиеся достижения в труде удостоен в 1979 году Государственной премии СССР в области науки и техники.
Жил в селе Сосновка Баймакского района.
Скончался 15 декабря 1998 года Похоронен на кладбище деревни Абдрахманово Баймакского района.

## Рекорды
Первого большого успеха добился в 1972 году, когда комбайном «Сибиряк» намолотил 11 326 центнеров зерна и был признан лучшим комбайнером района, удостоен первой высокой награды — ордена Ленина. В следующем году довел выработку уже до 13 тысяч центнеров и награждён орденом Октябрьской Революции. В 1978 году звено Яхина в составе Юмабай Муллагильдин, Салават Салихов, Ильяс Гайнетдинов собрало 106 661 центнеров зерна, на счету самого звеньевого — 30704.
Намолотил 27064 ц. зерна (в среднем по Башкирской АССР 10 тыс. ц на комбайн, 1976).
Яхин установил новый всесоюзный рекорд выработки на комбайне «Нива», намолотив 27 тысяч центнеров зерна.
На том же комбайне звеновой Риза Яхин с сыном Рашитом установил рекорд 31. 428 ц., всё звено собрало 108 024 ц.
Почётный гражданин Баймакского района.
В память о знаменитом земляке проводятся спортивные соревнования.

## Образование
- курсы трактористов (1952)
- курсы бригадиров комплексных бригад в Юлдыбаевском СПТУ-4 (1964)

## Работа
Работал в Сибайском совхозе и в совхоз-техникуме «Зилаирский» Баймакского района. Преподавал на курсах трактористов с 1965, механиком с 1966, механизатором с 1971, с 1984 бригадир арендной бригады.